# Lerca
Lerca è una frazione di 631 abitanti del comune di Cogoleto, nella città metropolitana di Genova. Situata ad un'altitudine di 110-125 m s.l.m., dista circa 3 km dal capoluogo comunale.

## Storia
L'antica strada romana che percorreva le alture di Cogoleto, passava per Lerca e per Sciarborasca.
Antico borgo situato sulle alture orientali di Cogoleto, dal 1700 al 1799 faceva comune a sé e contava un numero di abitanti pari a oltre un terzo di quello di Cogoleto.
Feudo del marchese Gian Carlo Di Negro, nel quale era solito invitare illustri personaggi del Risorgimento, tra i quali si menzionano Silvio Pellico, Giuseppe Mazzini e Piero Maroncelli. Nel 1857 passò in proprietà del marchese Massimiliano Spinola dopo che ebbe sposato la figlia Laura del marchese Di Negro.

## Monumenti e luoghi d'interesse

### Architetture religiose
- Chiesa parrocchiale di San Bernardo, ricostruita nel 1924.
- Cappella di Sant'Anna.

### Architetture civili
- Torre degli Spinola.
- Un arco celebrativo ottocentesco, in muratura, che si trovava nel primo tratto della strada che la collega a Cogoleto, sulla sponda sinistra del torrente Lerone. Edificato dal marchese Di Negro per la programmata visita della regina di Francia Maria Amalia, moglie di Luigi Filippo d'Orleans[3]. Monumento sopravvissuto alle due guerre mondiali, è stato poi demolito per facilitare la viabilità e l'espansione della fabbrica Stoppani.

## Cultura

### Eventi
In occasione della festa patronale di san Bernardo, che cade il 20 agosto, si svolge una processione con i crocifissi lignei delle varie confraternite. Sono presenti inoltre alcune bancarelle e uno spettacolo pirotecnico.

## Galleria d'immagini

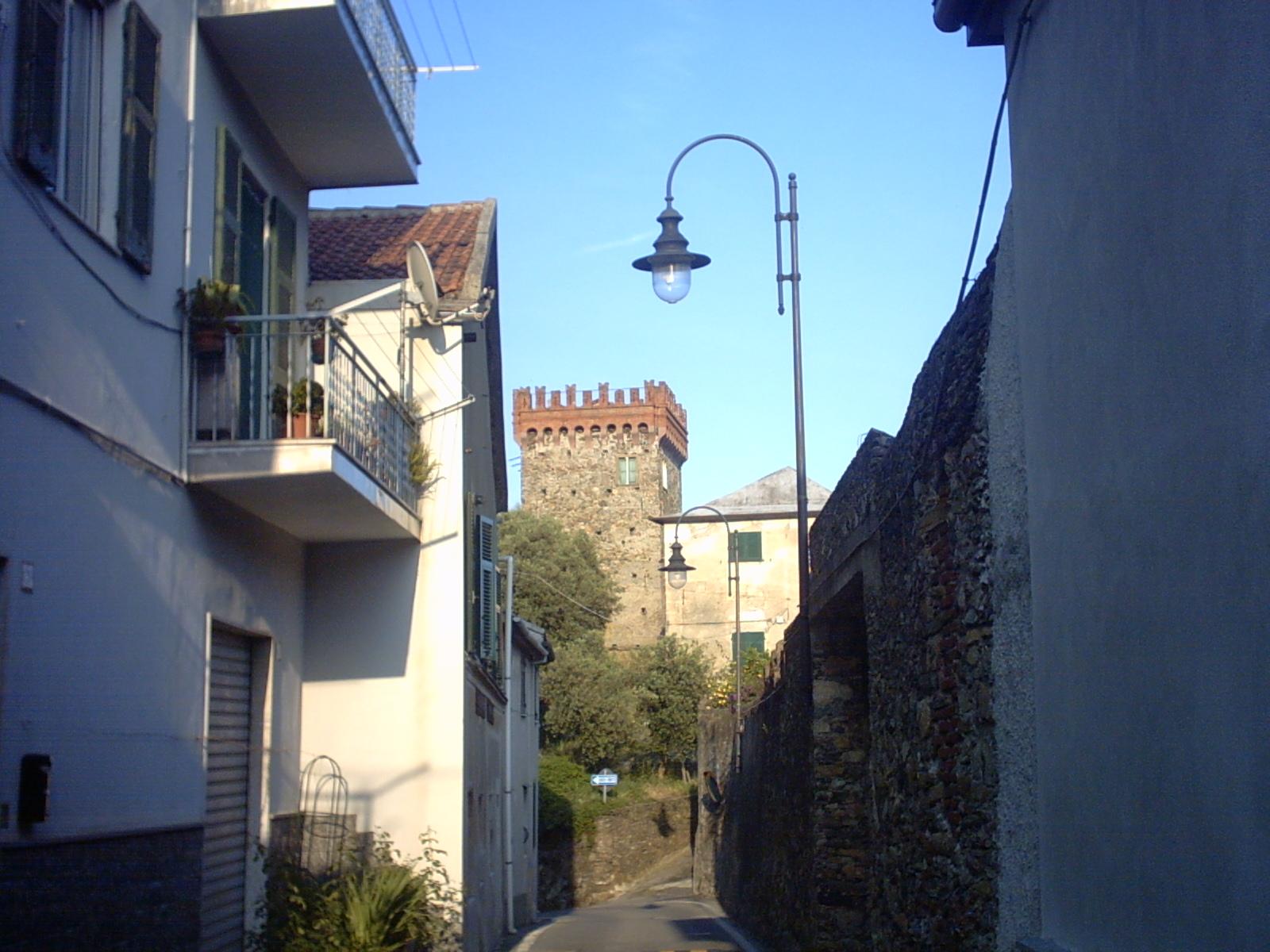
La Torre
Arco (oggi non più esistente), sulla strada per Lerca.
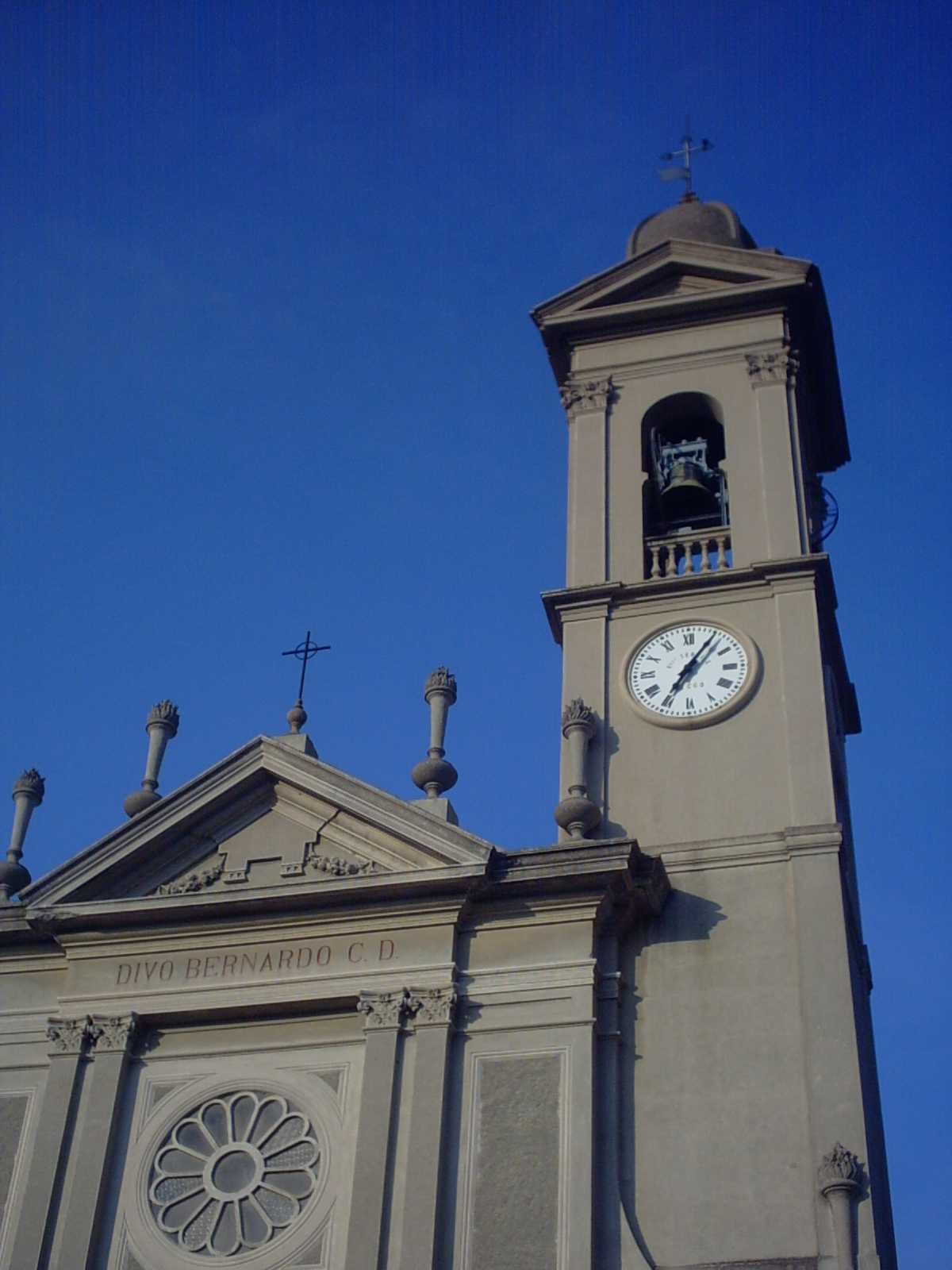
Il campanile della chiesa di San Bernardo.
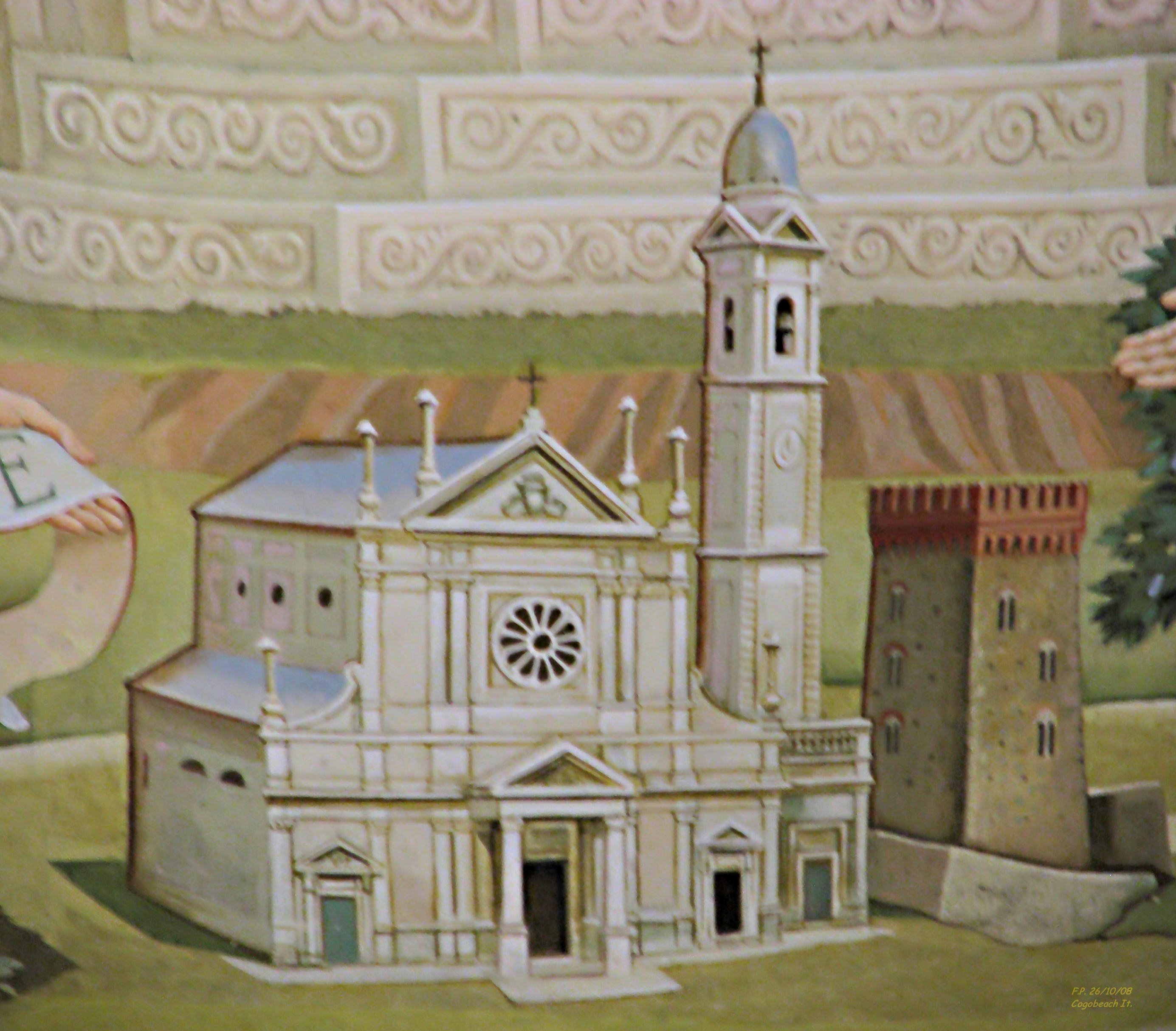
Particolare dell'affresco sopra l'altare raffigurante la chiesa.